# 入江俊郎
入江俊郎（1901年1月10日—1972年7月18日），日本東京都人，曾經歷最高裁判所判事（最高法院法官）。

## 生平
1924年東京帝大法律系畢業。歷任內閣法制局參事官，行政裁判所評定官，法制局部長、法制局次長、法制局長宮，貴族院議員，國立國會圖書館專門調查員，東京帝大、慶應大學講師等職。1948年任眾議院法制局長。1951年赴美國考察議會制度。1952年8月30日以51歲之齡成為史上最年輕的最高法院法官。1954年任務法省法制審議會委員及行政訴訟部會長。1971年1月9日，以退休年齡辭去官職。最高法院法官在任期間6707天是歷代第1位（2008年2月現在）。辭去官職後就任了駒澤大學教授。親美的右翼政客。愛好詩歌和謠曲。

## 著作
著有《憲法要論》、《地方自治法提義》等。

## 親屬
其兄入江克己是關東日野柴油機公司總經理。

## 外部連結
- 国立国会図書館 憲政資料室 入江俊郎関係文書